# 解放令反対一揆
解放令反対一揆（かいほうれいはんたいいっき）は、日本の明治時代はじめに各地でおきた暴動、襲撃事件で、一般民衆が解放令に反対して起こした。当時、一部の地域で穢多狩りと言われたとされる。

## 概説
明治4年8月28日（1871年10月12日）の太政官布告（解放令）により、江戸時代の穢多・非人などの賤民身分及び呼称（とそれに伴う死牛馬取得権など）が廃止された。しかし一般民衆の中にはこれに反発するものがあり、一揆をなして被差別部落民を襲撃する事件を起こした。これが解放令反対一揆である。それは1871年（明治4年）から1877年（明治10年）まで発生したことが分かっている。これを上杉聰や中村拡三らは賤民差別から部落問題の発生の移行期とみる。
1871年（明治4年）に広島県で2名死亡、高知県で部落70戸中67戸破壊、1872年（明治5年）に岡山県で4名死亡、1873年（明治6年）に岡山県で18名死亡、福岡県で大量放火により64000人処罰、香川県で部落へ通じる橋3つの破壊、などの記録が残されている。
なお、鎮圧にあたって有力庄屋層が「解放令は『五万日の日延べ』になった」という虚言により農民を納得させ、結果的に解放令の発効を認めなかった地方もあったとされる（ちなみに、2008年9月3日に解放令公布から50000日を経過した）。

## 脚註
1. ↑  畑中敏之「「穢多狩」について －用語としての再検討」『立命館経済学= 立命館経済学』第57巻第1号、立命館大学経済学会、2008年5月、50-69頁、doi:10.34382/00001542、hdl:10367/1252、ISSN 0288-0180、NAID 40016155268。
2. ↑  桐村彰郎「部落解放反対一揆にみる民衆意識の諸相」『奈良法学会雑誌』第2巻第3号、奈良産業大学法学会、1989年12月、1-30頁、ISSN 0914-921X、NAID 120005847717。
3. ↑  藤野裕子 2020, p. 40.
4. ↑  上杉聡「<近代>壬申戸籍と近代部落問題の発生〔含 質疑・討論〕」『ヒストリア』第117号、大阪歴史学会、1987年12月、128-149頁、ISSN 04392787、NAID 40003247574。
『明治維新と賤民廃止令』解放出版社 1990年
5. ↑  全国解放教育研究会 中村拡三『部落問題概論』学術図書出版社 1981年